# 苗山柿
苗山柿（学名：Diospyros miaoshanica）为柿科柿属下的一个种。

## 扩展阅读
- 維基物種上的相關：苗山柿